# Віллі Мюллер (підводник)
Віллі Мюллер (нім. Willi Müller; 25 квітня 1912, Віттенберге — 6 травня 1945, Балтійське море) — німецький офіцер-підводник, оберлейтенант-цур-зее резерву крігсмаріне.

## Біографія
7 вересня 1939 року вступив на флот. З січня 1941 року служив в 3-й флотилії проривачів блокади, з липня 1942 року — у 8-й флотилії R-катерів. З 31 січня по 10 липня 1943 року пройшов курс підводника, 12-18 липня — курс позиціонування (радіовимірювання), з 19 липня по 14 серпня — тактичну підготовку, з 16 серпня по 4 жовтня — курс командира підводного човна, після чого був направлений на будівництво підводного човна U-1000. З 4 листопада 1943 по 29 вересня 1944 року — командир U-1000, на якому здійснив 1 похід (4-19 червня 1944). 23 жовтня 1944 року направлений на будівництво U-3523. З 29 січня 1945 року — командир U-3523. 6 травня 1945 року човен був потоплений у протоці Скагеррак північно-східніше міста Скаген (57°52′ пн. ш. 10°49′ сх. д.) глибинними бомбами британського бомбардувальника Ліберейтор. Всі 58 членів екіпажу загинули.

## Звання
- Рекрут (7 вересня 1939)
- Штурман резерву (1 травня 1941)
- Лейтенант-цур-зее резерву (1 грудня 1941)
- Оберлейтенант-цур-зее резерву (1 вересня 1943)

## Нагороди
- Нагрудний знак мінних тральщиків (28 грудня 1940)
- Залізний хрест
  - 2-го класу (17 травня 1941)
  - 1-го класу (грудень 1942)